# Contea di Elizabeth City
La Elizabeth City County è stata una contea della Virginia dal 1634 al 1952. Creata nel 1634 come Elizabeth River Shire, fu una delle otto contee create nella Colonia della Virginia per ordine del re Carlo II. Nel 1636, venne suddivisa e la porzione a nord del porto di Hampton Roads divenne Elizabeth City Shire. Dopo pochi anni venne ribattezzata Elizabeth City County.
Elizabeth City nacque in origine come Kikotan (anche nota come Kecoughtan e Kikowtan), presumibilmente con il nome con cui veniva chiamata dai nativi americani che vivevano lì prima dell'arrivo degli inglesi nel 1607. In un primo tempo essi furono amichevoli con i nuovi arrivati, ma Sir Thomas Gates era preoccupato per la sicurezza del luogo (compresi potenziali attacchi degli spagnoli e degli olandesi) e desiderava i loro campi di mais dopo il periodo di grande carestia dell'inverno 1609-10. Gli inglesi occuparono il terreno mentre gli indiani erano a caccia, e per qualche ragione i nativi non attaccarono mai l'insediamento dei coloni in risposta all'atto di ostilità subito.
Alla contea venne dato il nome di Elisabetta di Boemia, figlia del re Giacomo I.
La città di Hampton, fondata nel 1680, divenne la più grande città della Contea di Elizabeth City, e fu sede della contea. Nel 1952, La Contea di Elizabeth City si fuse con la città di Hampton ed oggi la città indipendente di Hampton. La città comprende anche la vecchia città di Phoebus. 
Fino a quando i coloni inglesi non occuparono Kecoughtan nel 1610, e la città di Jamestown non venne abbandonata, la città di Hampton si considera oggi il più antico insediamento, ancora abitato, fra quelli fondati dai coloni inglesi in Nord America. 

## Principali comunità presenti nella Contea di Elizabeth City
- Buckroe Beach
- Fox Hill
- Langley Air Force Base
- Plum Tree Point
- Phoebus
- Hampton (prima che divenisse una città indipendente ed inglobasse tutti i territori della ex Contea di Elizabeth City)
- Wythe
- Aberdeen Gardens
- Pine Chapel Village